# Declaració de sobirania i del dret a decidir del poble de Catalunya

Resultat de la votació de la Declaració de Sobirania

La Declaració de sobirania i del dret a decidir del poble de Catalunya va ser una resolució del Parlament de Catalunya aprovada el 23 de gener de 2013 amb la qual es va acordar iniciar el procés cap al dret a decidir, amb 85 vots a favor, 41 en contra i dues abstencions. El Tribunal Constitucional d'Espanya va suspendre la Declaració, però la Mesa del Parlament de Catalunya va considerar que aquesta continuava «vigent» perquè «una voluntat política no es pot suspendre».
Segons el text de la declaració: «D'acord amb la voluntat majoritària expressada democràticament pel poble de Catalunya, el Parlament de Catalunya acorda iniciar el procés per a fer efectiu l'exercici del dret a decidir per tal que els ciutadans i les ciutadanes de Catalunya puguin decidir llur futur polític col·lectiu, d'acord amb els principis de sobirania, legitimitat democràtica, transparència, diàleg, cohesió social, europeisme, legalitat, paper principal del Parlament de Catalunya i participació». En ella, com a principi de sobirania, s'afirma que «el poble de Catalunya té, per raons de legitimitat democràtica, caràcter de subjecte polític i jurídic sobirà».

## Aprovació
Els partits Convergència i Unió (50 SÍ), Esquerra Republicana de Catalunya (21 SÍ), Iniciativa per Catalunya Verds - Esquerra Unida i Alternativa (13 SÍ) donaren suport en bloc a la declaració de sobirania. En canvi, el Partit Popular de Catalunya (19 NO) i Ciutadans - Partit de la Ciutadania (9 NO) s'oposaren en bloc a la proposta. Finalment, la Candidatura d'Unitat Popular - Alternativa d'Esquerres donà un "sí crític" amb 1 vot a favor i 2 abstencions per expressar "les renúncies" amb què comença el procés. Cinc dels vint diputats del Partit dels Socialistes de Catalunya no hi votaren en contra saltant-se la disciplina de partit; els diputats Joan Ignasi Elena, Rocío Martínez-Sampere, Marina Geli, Àngel Ros i Núria Ventura, malgrat ser presents a l'hemicicle i desobeint així les ordres de la direcció del partit, no votaren a la votació per fer palès la pluralitat de les bases referent aquesta qüestió. L'endemà, la direcció del PSC decidí sancionar però no expulsar els cinc parlamentaris que van trencar la disciplina de vot.
Posteriorment, les principals institucions públiques catalanes restants s'hi van sumar a la Declaració de Sobirania feta des del Parlament. Així, entre altres consistoris, l'Ajuntament de Barcelona també la va aprovar en ple l'1 de febrer, amb 20 vots a favor (CiU, ERC, ICV-EUiA), 16 en contra (PSC i PPC) i una abstenció (Jordi Martí, líder municipal del PSC). A les diputacions provincials, la Diputació de Barcelona també la va aprovar per majoria absoluta, amb els vots a favor de CiU, ERC-AM i ICV-EUiA-Entesa pel Progrés Municipal, i en contra del PSC-PM i PPC. Així mateix, la Diputació de Lleida la va aprovar igualment amb majoria absoluta amb el suport de CiU, ERC i CDA, l'abstenció del PSC i els únics vots en contra dels representants del PPC.

## Sentència del Tribunal Constitucional
El govern espanyol va recórrer la Declaració de sobirania i el 8 de maig de 2013 el Tribunal Constitucional d'Espanya va suspendre cautelarment aquesta declaració. El 25 de març de 2014 el mateix tribunal declarà per unanimitat nul i inconstitucional només el principi de sobirania de la declaració en què s'afirmava que «el poble de Catalunya té, per raons de legitimitat democràtica, caràcter de subjecte polític i jurídic sobirà». Segons el Tribunal, «només el poble espanyol és sobirà de manera exclusiva i indivisible. Cap fracció d'aquest poble es pot considerar sobirana».
Després de la sentència del Tribunal Constitucional d'Espanya, la Mesa del Parlament de Catalunya va considerar que la Declaració de sobirania continuava «vigent» perquè «una voluntat política no es pot suspendre». Per la seva part, Artur Mas, va afirmar continuaria el camí cap a la consulta sobre la independència de Catalunya.